# 熱気球競技

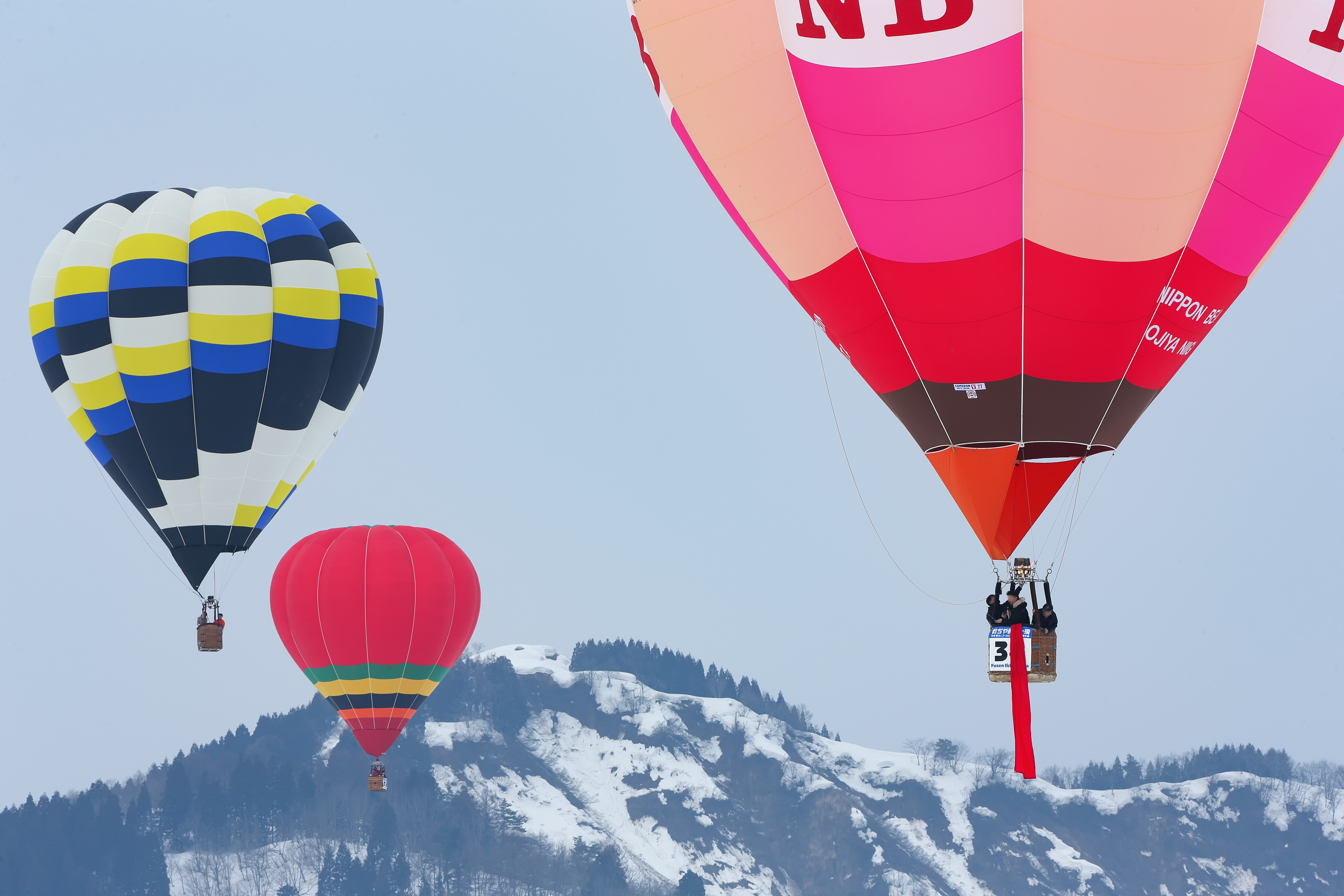
ヘア・アンド・ハウンドの競技例、右側にいる赤色の布を垂らした気球がヘア気球で、競技者より前に離陸し、ターゲットを設定する。

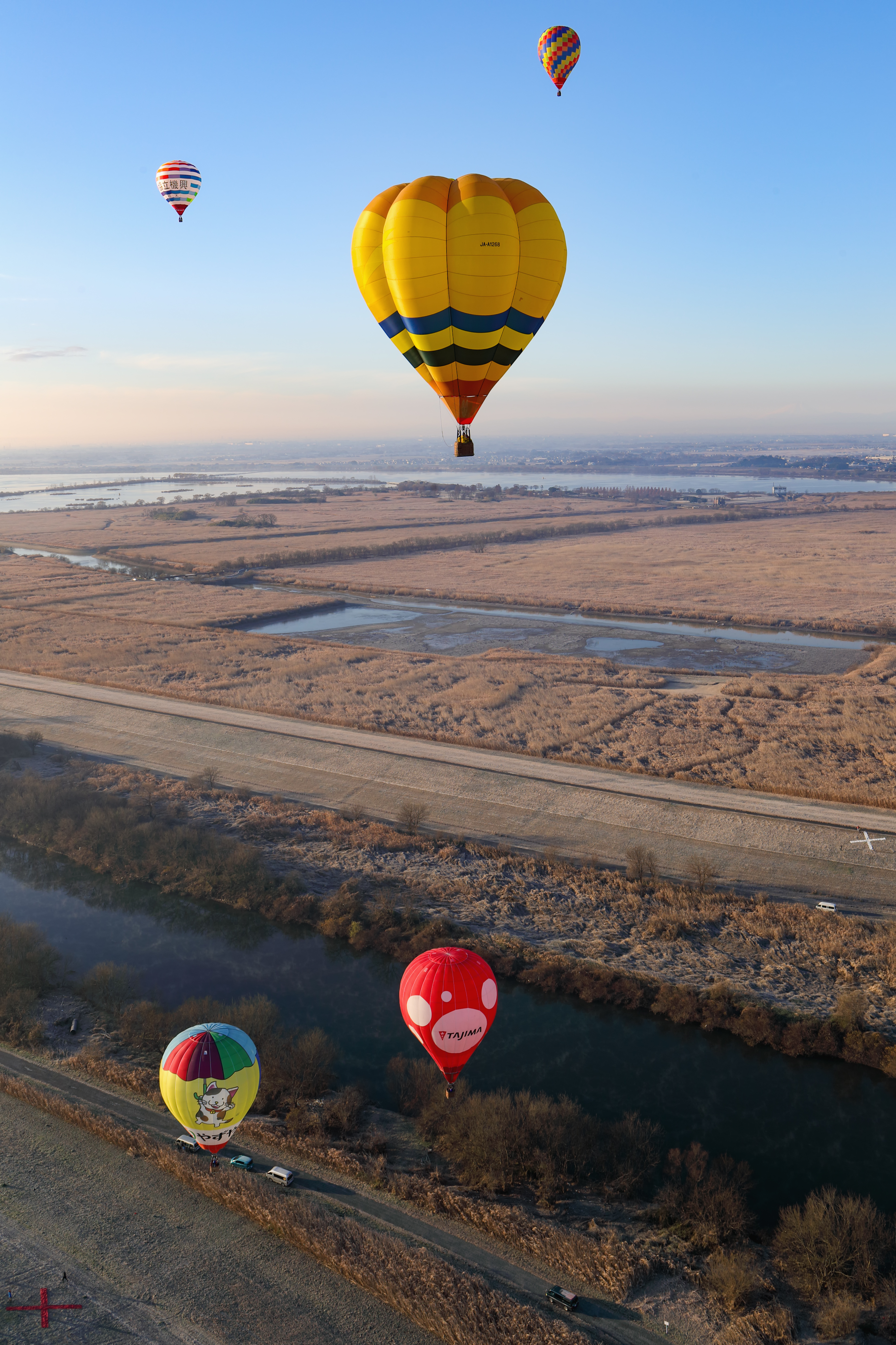
画像左下の赤色×印と画像右中央やや下の白色×印が、タスクで設定されたターゲット。

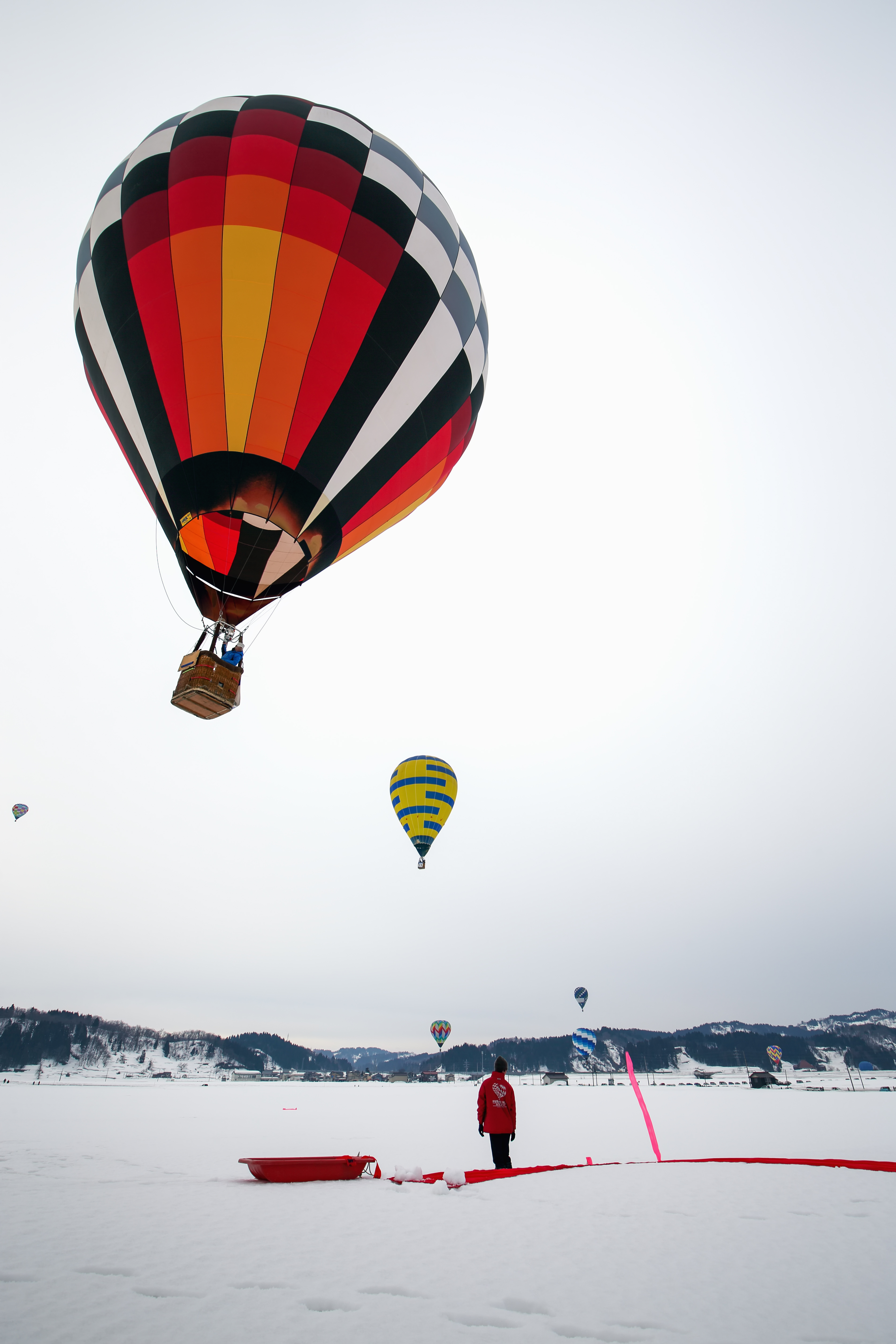
競技者は設定されたターゲットに向けて、マーカー（桃色の帯に見えるもの）を投下する。

熱気球競技（ねつききゅうきょうぎ）は、熱気球を用いて飛行を行い、その正確さ、飛行距離、飛行時間などを争うスカイスポーツの一つである。

## 歴史
1783年に発明された熱気球はその後の飛行船の登場や、飛行機の発明を迎えて実用面での役割は縮小したが、スポーツとしての気球が19世紀から第1次世界大戦にかけてブームを迎えた。ただこの時期まだ熱気球は発展途上であり、飛行に非常に高価な費用の掛かるガス気球が主であったためごく一部の富裕層のものであった。1900年のパリオリンピックでは公開競技として熱気球競技も行われたがこの時限りで終わっている。第2次世界大戦後に化学繊維の発達やプロパンガス利用による熱気球の研究が進んだことで飛躍的な発展を遂げ、ようやく熱気球競技は世界中に広まった。
競技大会も各地で開催され、1973年には第1回熱気球世界選手権がアメリカ合衆国アルバカーキで開催された。スカイスポーツのオリンピックとも言えるWorld Air Gamesでも1997年の第1回大会から熱気球競技が種目に入っている。また、日本国内で初の競技飛行は1976年の北海道上士幌熱気球フェスティバルで開催された。

## 概要
熱気球は上下の移動は任意に操作できるが、それ以外は風任せになるため当日の風の状況により競技が決定される。熱気球では競技種目のことを「タスク」と呼び、1回のフライトで複数のタスクが実施される場合もある。タスクの内容は20種類ほどあるが地面にあるターゲットに対しマーカーと呼ばれる小さな砂袋に180センチほどのナイロン布のついたものを投下するのが基本となる。またマーカーの投下方法でも投げ入れてよい場合と重力に任せて真下に落下させる（Gravity Marker Drop）場合に分けられる。
基本的にはチーム戦であり、熱気球に乗り込むパイロットと、気球の立ち上げ・回収の補助だけでなく、チェイスカー（追跡車両）で飛行中の気球を追いかけながら無線で情報提供や誘導などを行うクルーがチームを組み競技に挑むことになる。

### 主なタスク(ターゲットアンドマーカー)
- ジャッジ・デクレアド・ゴール(JDG)
- フライイン・タスク(FIN)
- パイロット・デクレアド・ゴール(PDG)
- フライオン・タスク(FON)
- ヘジテーション・ワルツ(HWZ)
- ヘア・アンド・ハウンド(HNH)
- ミニマム・ディスタンス(MND)
- マキシマム・ディスタンス(MXD)
- マキシマム・ディスタンス・ダブルドロップ(MXDD)
- エルボー・タスク(ELB)
- カリキュレイテッド・レイティング・アクセス・タスク(CRAT)

## 世界の熱気球大会
- 熱気球世界選手権 - 2年に1度開催される熱気球世界一を決定する大会。ジュニア選手権、女性選手権も開催されている。
- World Air Games気球部門 - およそ4年に1度開催されるスカイスポーツの大会。気球のほかエアレースやパラシューティング、グライダー、模型航空機などの大会が行われる。

## 日本の熱気球大会

### 熱気球日本選手権
1984年から年に一度、日本気球連盟が決めた選手権が開催されている。この選手権により毎年日本チャンピオンが決定される。開催地は2016年の第33回を含め24回が佐賀で開催され、その他、上士幌（北海道）が4回、佐久（長野）が3回、鈴鹿（三重）が2回となっている。開催場所は前年に日本気球連盟によって決められている。

### 熱気球ホンダグランプリ
- 日本各地で開催される年間全5回のシリーズ戦で行われる熱気球大会。
  - 栃木市・渡良瀬バルーンレース ～第1戦（4月上旬） 栃木県栃木市藤岡町渡良瀬遊水池
  - 佐久バルーンフェスティバル ～第2戦（5月上旬）長野県佐久市
  - 一関・平泉インターナショナルバルーンフェスティバル ～第3戦（10月中旬）岩手県一関市
  - 佐賀インターナショナルバルーンフェスタ ～第4戦（10月下旬～11月上旬） 佐賀県佐賀市嘉瀬川河川敷
    - アジア最大級の熱気球競技大会で、熱気球世界選手権を1989年と1997年と2016年の3度開催している。

  - 鈴鹿バルーンフェスティバル ～第5戦（11月下旬）
  - とちぎ熱気球インターナショナル・チャンピオンシップ 栃木県宇都宮市・茂木町（ツインリンクもてぎ周辺）
    - 国際航空連盟（FAI）カテゴリー1大会。2014年に大会終了。

### 各地の気球大会（熱気球ホンダグランプリ除く）
- 富良野バルーンミーティング（2月上旬） 北海道富良野市 <主催>コロポックル
- 上士幌ウインターフェスティバル（2月中旬） 北海道上士幌町
- ゆめ気球とかち（2月中旬） 北海道音更町
- 流氷バルーンフェス（2月中旬） 北海道小清水町 <主催>小清水熱気球クラブ
- おぢや風船一揆 ～日本海カップ・クロスカントリー選手権（2月下旬） 新潟県小千谷市
- 全日本学生選手権（3月下旬） 2019年は宮崎県都城市 <主催>大学気球部による持ち回り（2019年は宮崎大学気球部・佐賀大学熱気球部）
- 阿蘇バルーンミーティング（3月下旬） 熊本県阿蘇市
- 古河熱気球大会（3月下旬） 茨城県古河市 茨城県古河市渡良瀬遊水池 <主催>古河市体育協会
- チューリップバルーンフェスティバル（4月中旬） 富山県砺波市 <主催>富山気球連絡会
- 秋田スカイフェスタ（5月上旬） 秋田県横手市
- 羽生スカイフェスタ（5月上旬） 埼玉県羽生市
- 佐賀市長杯・若葉杯新人戦（6月上旬） 佐賀県佐賀市 <主催>佐賀熱気球パイロット協会
- 北海道バルーンフェスティバル（8月中旬） 北海道上士幌町
- スカイフェスとなみ（10月上旬） 富山県砺波市 <主催>富山気球連絡会
- 会津塩川バルーンフェスティバル（10月中旬） 福島県喜多方市
- おやまバルーンフェスタ（11月中旬） 栃木県小山市
- 琵琶湖横断レース（11月中旬） 滋賀県高島市
- 岩出山バルーンフェスティバル（11月中旬） 宮城県大崎市江合川河川公園
- SAGAバルーンチャレンジシリーズ（11月中旬から翌年2月まで計5戦） 佐賀県佐賀市嘉瀬川河川敷 <主催>熱気球大会佐賀運営委員会
- 渡良瀬カップ「12月の風」（12月中旬） 栃木県藤岡町
- 吉野ヶ里のバルーン「吉野ヶ里杯」「卑弥呼杯」（12月下旬） 佐賀県神埼市・吉野ヶ里町 <主催>佐賀熱気球パイロット協会
- 日向かぼちゃカップ（12月末～翌1月初旬） 宮崎県都城市 <主催>南国越冬隊・宮崎大学気球部